# Arch A. Moore Jr.
Arch Alfred Moore Jr. (Moundsville, 16 aprile 1923 – Charleston, 7 gennaio 2015) è stato un politico statunitense, membro della Camera dei Rappresentanti per lo stato della Virginia Occidentale dal 1957 al 1969 e governatore dello stesso stato dal 1969 al 1977 e poi ancora dal 1985 al 1989.

## Biografia
Nato a Mondsville, Moore frequentò brevemente il Lafayette College prima di prendere parte alla seconda guerra mondiale nell'esercito. Ferito sul campo in Germania, fu insignito con il Purple Heart e la Bronze Star Medal e venne congedato con il grado di sergente.
Rientrato in patria, si laureò in giurisprudenza presso l'Università della Virginia Occidentale e intraprese la professione di avvocato nel settore privato.
Entrato in politica con il Partito Repubblicano, nel 1952 fu eletto alla Camera dei delegati della Virginia Occidentale, dove restò per due anni. Nel 1954 si candidò alla Camera dei Rappresentanti contro il democratico in carica Bob Mollohan ma fu sconfitto; due anni dopo Mollohan lasciò il seggio e Moore si candidò nuovamente, venendo eletto deputato. Fu riconfermato dagli elettori per altri cinque mandati negli anni successivi.
Nel 1968 lasciò il seggio per candidarsi alla carica di governatore della Virginia Occidentale e riuscì ad essere eletto. Fu riconfermato per un secondo mandato nel 1972.
Nel 1976, essendo impossibilitato a richiedere un ulteriore mandato come governatore secondo le leggi della Virginia Occidentale, Moore decise di non sfidare il democratico Robert Byrd per il seggio che questi occupava al Senato, ma di annunciare la propria candidatura per le elezioni che due anni più tardi avrebbero assegnato l'altro seggio senatoriale, all'epoca occupato dall'anziano Jennings Randolph. Due anni dopo, tuttavia, Randolph annunciò a sorpresa che si sarebbe ricandidato per un ulteriore mandato, così Moore si trovò a competere con un senatore in carica e al termine della campagna elettorale perse di misura le elezioni.
Nel 1980 si candidò nuovamente per la carica di governatore ma fu sconfitto dal democratico Jay Rockefeller. Nel 1984, quando Rockefeller lasciò il seggio per candidarsi al Senato, Moore si presentò ancora alle elezioni governatoriali e riuscì ad essere eletto. Nel 1988 chiese il quarto mandato da governatore ma fu sconfitto da Gaston Caperton.
Nel 1990, nell'ambito di un'inchiesta federale, Moore fu imputato per cinque capi d'accusa tra cui corruzione e ostruzione alla giustizia. Dopo un patteggiamento, scontò due anni e otto mesi di carcere e altri quattro mesi di arresti domiciliari. Successivamente Moore cercò di ritrattare la confessione e per il resto della sua vita continuò a dichiararsi innocente.
Sposato con Shelley Riley, Moore ebbe tre figli, tra cui Shelley, che seguì le orme paterne venendo eletta al Congresso, dapprima alla Camera e poi al Senato.
Arch Moore morì a Charleston all'età di novantuno anni nel gennaio 2015, quattro giorni dopo che sua figlia Shelley ebbe prestato giuramento come senatrice.